# İshak Doğan
İshak Doğan (sinh 9 tháng 8 năm 1990) là một cầu thủ bóng đá Thổ Nhĩ Kỳ thi đấu ở vị trí hậu vệ trái cho câu lạc bộ Thổ Nhĩ Kỳ Karabükspor.

## Sự nghiệp
Ishak ra mắt tại Süper Lig ngày 19 tháng 11 năm 2011.